# Venta Icenorum

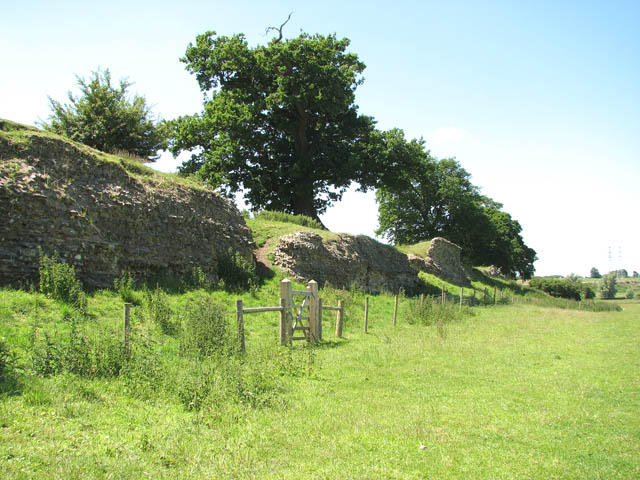
Der Nordwall

Venta Icenorum war eine römische Stadt in Britannien im heutigen Norfolk. Sie war der Hauptort der Civitas des keltischen Stammes der Icener. Obwohl die Icener schon in vorrömischer Zeit eine gewisse Bedeutung hatten und unter diesen der Aufstand der Boudicca stattfand, gibt es bisher keine Überreste einer keltischen Stadt, die eine Besiedlung zu diesem Zeitpunkt eindeutig belegen.
Venta Icenorum ist heute zum Teil durch Caistor St. Edmund (auch Caistor-by-Norwich), ein Dorf mit ca. 270 Einwohnern, überbaut. Verschiedene Ausgrabungen und Luftfotografie liefern ein relativ gutes Bild der antiken Stadt. Der Ort ist zunächst wahrscheinlich recht großzügig angelegt worden, wurde aber nach dem Aufstand der Boudicca verkleinert. Venta Icenorum erhielt in flavischer Zeit einen Stadtplan mit sich rechtwinkelig kreuzenden Straßen. Im Norden verlaufen diese aber teilweise nicht nach diesem Muster, so dass vermutet wurde, dass dieser Teil auf vorrömische Zeit zurückgeht.
Im Zentrum der Stadt stand das Forum, bei dem zwei Bauphasen unterschieden werden konnten. Es wurde in antoninischer Zeit errichtet und ersetzte vielleicht einen älteren Bau. Es bestand aus einem inneren ca. 30 × 30 m großen Platz, der von Kolonnaden flankiert war, sowie einer Basilika auf der Westseite. Ein Bad fand sich im Westen der Stadt und ein Amphitheater konnte im Süden, außerhalb der Stadtmauern, auf Luftfotografien geortet werden. Forum und Bad brannten am Ende des 2. oder am Beginn des 3. Jahrhunderts nieder. Das Forum wurde erst nach einiger Zeit wieder aufgebaut. Nördlich des Forums standen in der angrenzenden Insula zwei romano-keltische Tempel. Ein dritter Tempel stand im Norden, außerhalb der Stadtmauern. Die Stadtmauer wurde schließlich im 3. Jahrhundert errichtet, wobei große Teile der bebauten Stadt außerhalb der Mauern blieben.
Von der Wohnbebauung der Stadt ist nur wenig bekannt. Viele Häuser scheinen einfache Holzbauten gewesen zu sein, andere sind in Stein erbaut worden. Insgesamt scheint der Ort nicht sehr wohlhabend gewesen zu sein. Vor allem fehlen Mosaiken. Es gibt auch kaum Inschriften aus Stein von diesem Ort. Die Stadt wurde im 5. Jahrhundert verlassen und für lange Zeit nicht wieder besiedelt.